# Can Perellong
Can Perellong és una masia de Collbató (Baix Llobregat) inclosa a l'Inventari del Patrimoni Arquitectònic de Catalunya.

## Descripció
Masia de planta en forma d'U, amb un pati al davant. Té coberta a dues vessants. Al llarg del temps ha sofert moltes modificacions segons els usos que se li han donat a les diferents dependències de la casa.

## Història
Can Perellong és un antic mas que va ser reformat al segle passat. Una reixa està datada el 1884. El lloc s'anomenava les "Amenolelles" o "Manolelles". La comtessa Riquilda deixà al monestir de Sant Cugat, en el seu testament del 995, un alou que hi tenia. Al segle xi, el bisbe Guisalbert deixà a la canònica de la seu de Barcelona l'església de les Amenolelles, que el 1390 és documentada com a Santa Margarida. La quadra de les Amenolelles va ser donada a Montserrat, juntament amb el castell de Collbató, per Guillem Durfort. La capella, que encara es conserva, molt transformada i integrada a les altres dependències del mas, és desafecta del culte.